# Хофтон, Лесли
Ле́сли Бра́ун Хо́фтон (англ. Leslie Brown Hofton; 3 марта 1888 — январь 1971) — английский футболист, выступавший на позиции защитника.

## Футбольная карьера
Лесли родился в Шеффилде. Выступал за английские клубы «Кивитон Парк», «Уорксоп Таун» и «Денаби Юнайтед». В апреле 1908 года перешёл в «Глоссоп Норт Энд».
В июле 1910 года перешёл в «Манчестер Юнайтед» за рекордные 1000 фунтов, побив предыдущий трансферный рекорд клуба, до этого принадлежавший Алексу Беллу, за которого в 1903 году заплатили 700 фунтов. Трансфер раскритиковали в прессе: игрок, перешедший за такую большую сумму, не смог играть из-за травмы колена. Хофтону сделали операцию, после чего он не мог играть ещё семь месяцев. Только после полного восстановления игрока от травмы «Манчестер Юнайтед» заплатил «Глоссопу» полную трансферную стоимость. Его дебют в основном оставе «Юнайтед» состоялся 18 февраля 1911 года в матче Первого дивизиона против «Ньюкасл Юнайтед». Всего в сезоне 1910/11 провёл 9 матчей в чемпионате и помог своей команде выиграть чемпионский титул. 25 сентября 1911 года выиграл Суперкубок Англии. Из-за травм не смог в полной мере реализовать свой потенциал в команде и в мае 1913 года покинул команду в качестве свободного агента.
В дальнейшем соревнования были прерваны из-за войны. После того, как официальные соревнования в Англии возобновились, в сентябре 1919 года Хофтон вернулся в «Манчестер Юнайтед», однако почти не привлекался к игре основного состава, проведя 1 матч в лиге в 1920 году и 1 — в Кубке Англии в 1921 году. В феврале 1922 года был продан в «Денаби Мейн».
Умер в январе 1971 года в возрасте 82 лет.

## Достижения
«Манчестер Юнайтед»
- Чемпион Первого дивизиона: 1910/11
- Обладатель Суперкубка Англии: 1911